# Adhémar Schwitzguébel

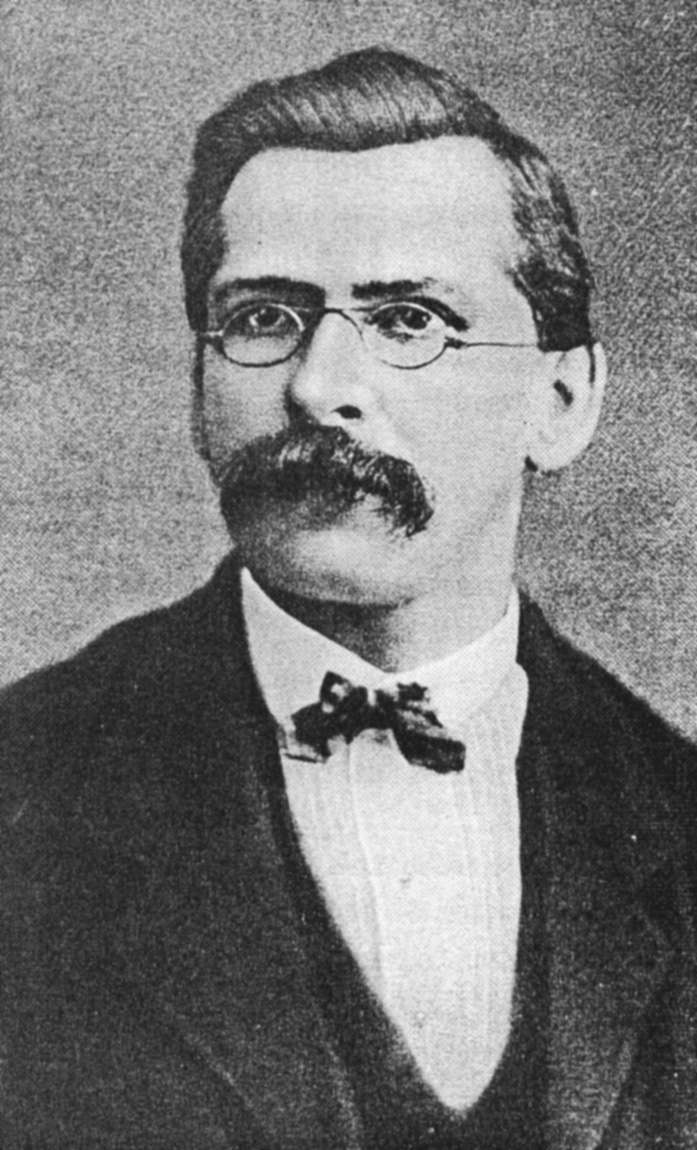
Adhémar Schwitzguébel

Adhémar Schwitzguébel (* 1844 in Sonvilier; † 23. Juli 1895 in Biel) war ein Schweizer Anarchist und Theoretiker des kollektivistischen Anarchismus. Er war Mitbegründer der Juraföderation und Mitglied der Ersten Internationale.

## Leben
Adhémar Schwitzguébel wurde im Schweizer Jura geboren. Sein Vater war Graveur und nahm an den politischen Kämpfen von 1848 teil. Adhémar Schwitzguébel lernte den Beruf des Vaters und gründete im März 1866 eine Sektion der Ersten Internationale in Sonvilier. Er lernte Michail Bakunin kennen und wurde später Mitglied von dessen Organisation Alliance. Nach dem Scheitern der Pariser Kommune begab er sich nach Paris, um einigen Kommunarden die Flucht mit gefälschten Pässen zu ermöglichen. Unter dem Eindruck des Konflikts zwischen Marx und Bakunin bildete er gemeinsam mit James Guillaume und anderen „Anti-autoritären“ die Juraföderation und schrieb für deren Zeitung Bulletin de la Fédération jurassienne. Nach dem Ausschluss von Bakunin und Guillaume aus der Internationale wurde die Juraföderation zum Zentrum der anarchistischen Bewegung und Saint-Imier im Schweizer Jura zum Austragungsort der ersten Antiautoritären Internationale. Nach der Auflösung der Juraföderation zog er nach Biel und starb dort im Alter von 51 Jahren an Magenkrebs.

## Werke
- Schwitzguébel, Adhémar: Quelques écrits. Paris 1906. Herausgegeben von James Guillaume. (frz. Ausgabe von 1908)